# Florence Price
Florence Beatrice Price, geboren Smith (Little Rock (Arkansas), 9 april, 1887 – Chicago, 3 juni, 1953) was een Amerikaans componiste van klassieke muziek. Ze was de eerste Afro-Amerikaanse vrouw die erkend werd om haar symfonieën en de eerste wier composities werden gespeeld door een gerenommeerd orkest.

## Biografie

### Kindertijd en jeugd
Florence Beatrice Smith was de dochter van muzieklerares Florence Gulliver en tandarts James H. Smith. Het echtpaar had drie kinderen. Price werd op 9 april 1887 geboren te Little Rock (Arkansas). Ondanks het racisme dat de toenmalige maatschappij kenmerkte, werd haar familie zeer gerespecteerd binnen hun gemeenschap. Haar moeder gaf  Florence haar eerste muzieklessen. Ze gaf haar eerste pianorecital op vierjarige leeftijd. Haar eerste compositie werd gepubliceerd toen zij elf was.
Op veertienjarige leeftijd deed Florence Smith eindexamen aan de Capitol High School als beste van haar klas. Ze ging piano en orgel studeren aan het New England Conservatory. Aanvankelijk deed ze alsof ze van Mexicaanse afkomst was om zo de vooroordelen te omzeilen die heersten tegenover Afro-Amerikanen. Aan dit conservatorium studeerde ze compositie en contrapunt bij George Whitefield Chadwick en Frederick Converse. Haar eerste strijktrio en vroegste symfonie dateren uit deze periode. Met onderscheiding behaalde ze haar diploma als organist en muziekpedagoge in 1906.

### Carrière
Gedurende een korte periode gaf ze les in Arkansas, maar in 1910 verhuisde ze naar Atlanta, waar ze de leiding over het muziekdepartement van Clark Atlanta University op zich nam. In 1912 trouwde ze met de advocaat Thomas J. Price, waarna ze terugkeerde naar Little Rock. Na een aantal racistische incidenten in die stad (met name een lynching in 1927) verhuisde de familie naar Chicago. Dit was het begin van een nieuwe, succesvolle periode in haar carrière als componist. Ze studeerde er compositie, orkestratie en orgel bij toonaangevende docenten als Arthur Olaf Andersen, Carl Busch, Wesley La Violette en Leo Sowerby. In 1928 publiceerde ze vier pianowerken. Terwijl ze in Chicago verbleef, was Price ingeschreven bij Chicago Musical College, Chicago Teacher’s College, University of Chicago en American Conservatory of Music. Ze studeerde er talen, de vrije kunsten en muziek.
Financiële problemen leidden tot een echtscheiding tussen Florence en Thomas Price in 1931. Florence, die de naam Price bleef gebruiken, bleef achter met haar twee dochters. Om in hun onderhoud te voorzien, werkte ze als organist voor bioscopen die stomme films speelden. Ook componeerde ze liedjes voor radioreclame onder pseudoniem. Tijdens deze periode verbleef ze bij vrienden. Uiteindelijk trok ze in bij Margaret Bonds, eveneens een zwarte pianiste en componiste. Dankzij deze vriendschap kwam Price in contact met de schrijver Langston Hughes en contra-alt Marian Anderson. Beiden waren bekende figuren in de toenmalige kunstwereld. Zij hielpen Price, zodat ze als componiste successen kon boeken. Price en Bonds bouwden samen nationale erkenning op voor hun composities en uitvoeringen. In 1932 zonden beiden composities in voor de Wanamaker Foundation Awards. Price won de eerste prijs met haar Symphony in E minor en de derde prijs met haar Piano Sonata, waarvoor ze $500 won. Bonds behaalde de eerste plaats in de liedcategorie met het lied Sea Ghost. Het debuut van Price's symfonie vond plaats op 15 juni 1933 door het Chicago Symphony Orchestra gedirigeerd door Frederick Stock. Dankzij deze prestatie werd Price de eerste Afro-Amerikaanse vrouw wier compositie werd uitgevoerd door een gerenommeerd symfonieorkest.
Een aantal van Price' andere orkestrale werken werden gespeeld door het WPA Symphony Orchestra of Detroit en de Chicago Women’s Symphony. Price componeerde orkestrale werken, kamermuziek, kunstliederen, vioolstukken, orgelanthems, pianowerken, arrangementen van spirituals, vier symfonieën, drie pianoconcerten en twee vioolconcerten. Haar populairste werken zijn: Three Little Negro Dances, Songs to a Dark Virgin, My Soul's Been Anchored in the Lord voor piano, orkest en stem, en Moon Bridge. Ze gebruikte veel melodieën en ritmes die kenmerkend waren voor de muziek van de zwarte gemeenschap. Haar Concert Overture on Negro Spirituals, symfonie in e mineur en Negro Folksongs in Counterpoint voor strijkkwartet zijn goede voorbeelden.
In 1940 werd Price opgenomen in het American Society of Composers, Authors and Publishers voor haar verdiensten als componist. In 1949 publiceerde ze twee bewerkingen van spirituals: I Am Bound for the Kingdom en I'm Workin’ on My Buildin', die ze opdroeg aan Marian Anderson, die ze regelmatig ten gehore bracht.
Op 3 juni 1953 overleed Price in Chicago aan een beroerte. Na haar dood werd het merendeel van haar werk overschaduwd door nieuwere componisten die meer voldeden aan de veranderlijke smaak van de tijd. Een deel van haar werk is verloren gegaan. Doorheen de tijd kregen vrouwelijke Afro-Amerikaanse componistes meer aandacht: dit geldt ook voor Price. In 2001 bracht het Women's Philharmonic een album uit met muziek van haar hand. Pianiste Karen Walwyn en The New Black Repertory Ensemble voerden Price' Concerto in One Movement en Symphony in E minor uit in december 2011.
In de podcastserie Gemiste Sterren van het Concertgebouw, 24classics en NTR gingen Floris Kortie en Orville Breeveld in 2021 op zoek naar de onterecht vergeten zwarte componisten binnen de klassieke muziek. #2 van de serie ging over Florence Price.

## Herontdekking van haar werken
In 2009 werd een grote verzameling werken en administratie van Price teruggevonden in een verlaten, vervallen huis in St. Anne, Illinois. Deze bevatte veel partituren, waaronder haar beide vioolconcerten en haar vierde symfonie. De auteur Alex Ross stelde in februari 2018 in The New Yorker: 
Not only did Price fail to enter the canon; a large quantity of her music came perilously close to obliteration. That run-down house in St. Anne is a potent symbol of how a country can forget its cultural history. (Niet enkel kon Price geen deel worden van de canon; een groot deel van haar werk kwam gevaarlijk dicht bij vernietiging. Dat vervallen huis in St. Anne is een krachtig symbool van hoe een land zijn culturele geschiedenis kan vergeten.)
In Nederland wordt haar werk onder meer vertolkt door pianist Djuwa Mroivili en countertenor Arturo den Hartog. Fagottist Jelte Althuis maakte in 2022 een bewerking van haar pianosonate uit 1932 voor het blaaskwintet Calefax.

## Muzikale stijl
Hoewel Price' muzikale opleiding geijkt was op de Europese traditie, is haar werk voor een groot deel geïnspireerd op Amerikaanse elementen en toont het haar 'Southern' roots. Ze gebruikte klanken en ideeën die goed pasten binnen een stedelijke gemeenschap door het verweven van traditie en modernisme. Vanuit haar diepe religiositeit gebruikte ze op aandringen van haar mentor Chadwick vaak elementen uit de Afro-Amerikaanse geestelijke muziek, waarin de ritmes en syncopen van deze muziek werden benadrukt. Haar melodieën waren geïnspireerd door de blues, die ze combineerde met meer traditioneel Europese technieken uit de romantiek. 

## Oeuvre

### Orkest
- Symfonie Nr. 1 in e mineur, 1931–32
- Ethiopia's Shadow in America, 1932 (eerste uitvoering: januari 2015)[12]
- Mississippi River, sym., 1934
- Pianoconcerto in d mineur, uitgev. 1934 Florence Price
- Symfonie Nr. 2 in g mineur
- Symfonie Nr. 3 in c mineur, 1940, US-NH
- Symfonie Nr. 4 in d mineur
- Vioolconcerto Nr. 2 in D mineur, 1952
- Chicago Suite
- Colonial Dance, sym.
- Dances in the Canebrakes
- 2 concert ovs.
- Sinner please don't let this harvest pass
- Rhapsody,
- Songs of the Oak, toongedicht
- Suite of Negro Dances

### Koor
- The Moon Bridge (M. R. Gamble), 1930
- The New Moon, SSAA, 2 pf, 1930
- The Wind and the Sea (Paul Laurence Dunbar), 1934
- Witch of the Meadow (Gamble), 1947
- Sea Gulls, 1951
- Nature's Magic (Gamble), (1953)
- Song for Snow (E. Coatsworth), (1957)
- Abraham Lincoln walks at midnight (V. Lindsay)
- After the 1st and 6th Commandments,
- Communion Service
- Nod (W. de la Mare)
- Resignation (Price)
- Song of Hope (Price)
- Spring Journey

### Solo stem (alle met pianobegeleiding)
- Dreamin' Town (Dunbar), 1934
- 4 Songs, B-Bar, 1935
- My Dream (Hughes), 1935
- Dawn's Awakening (J. J. Burke), 1936
- Songs to the Dark Virgin (L. Hughes), (1941)
- Hold Fast to Dreams (Hughes), 1945
- Night (L. C. Wallace), (1946)
- Out of the South Blew a Wind (F.C. Woods), (1946)
- An April Day (J. F. Cotter), (1949)
- The Envious Wren (A. en P. Carey)
- Fantasy in Purple (Hughes)
- Feet o' Jesus (Hughes)
- Forever (Dunbar)
- The Glory of the Day was in her Face (J. W. Johnson)
- The Heart of a Woman (G. D. Johnson) Love-in-a-Mist (Gamble)
- Nightfall (Dunbar) Resignation (Price)
- Song of the Open Road Sympathy (Dunbar)
- To my Little Son (J. J. Davis)
- Travel's End (M. F. Hoisington)
- nog ongeveer 90 andere werken

### Kamermuziek / Werken voor koperblazers
- Suite for Brasses, 1730
- Moods, 1953
- Negro Folksongs in Counterpoint
- Spring Journey
- Overige werken

### Piano
- At the Cotton Gin, 1928
- Sonata, e, 1932
- 3 Little Negro Dances, 1949
- Bayou Dance, 1938
- Dance of the Cotton Blossoms, 1938
- Dances in the Canebrakes, 1953
- Ongeveer 10 andere werken
- Een 70-tal werken voor educatieve doeleinden

### Orgel
- Impromptu, 1941
- Adoration, 1951
- Evening Song, 1951
- In Quiet Mood, 1951
- Passacaglia and Fugue
- Retrospection (An Elf on a Moonbeam)
- Retrospection, uitgev. 1995
- Sonate Nr. 1, 1927
- Suite Nr. 1, uitgev. 1993; Festal March, uitgev. 1995
- Offertory, uitgev. 1995
- Overige werken

### Arrangementen van spirituals
- Fantasie negre, E mineur, 1929 (Sinner, please don't let this harvest pass)
- My soul's been anchored in de Lord, 1937
- Nobody knows the trouble I see, 1938
- Were you there when they crucified my Lord, 1942
- I am bound for the kingdom, 1948f
- I'm workin' on my building, voor haar werk in Florida
- Heav'n bound soldier, 1949
- Variations on a Folksong (Peter, go ring dem bells), uitgev. 1996
- I couldn't hear nobody pray
- Save me, Lord, save me
- Trouble done come my way
- 12 overige werken

Voornaamste uitgevers: Fischer, Gamble-Hinged, Handy, McKinley, Presser.

## Discografie
- Art Songs by American Composers / Yolanda Marcoulescou-Stern. Gasparo Records, 1993.
- Black Diamonds / Althea Waites. Cambria Records, 1993.
- Florence Price: The Oak, Mississippi River Suite, and Symphony no. 3/ Women’s Philharmonic. Koch International Classics, 2001. Heruitgegeven in 2008.
- Lucille Field Sings Songs by American Women Composers. Cambria Records, 2006.
- Negro Speaks of Rivers / Odekhiren Amaize, David Korevaar. Musician’s Showcase, 2000.
- Chicago Renaissance Woman: Florence B. Price Organ Works; Calcante CAL 014 1997.
- Florence B. Price: Concerto in One Movement and Symphony in E minor; Albany TROY1295, 2011.